# Evolutionäre Emotionsforschung

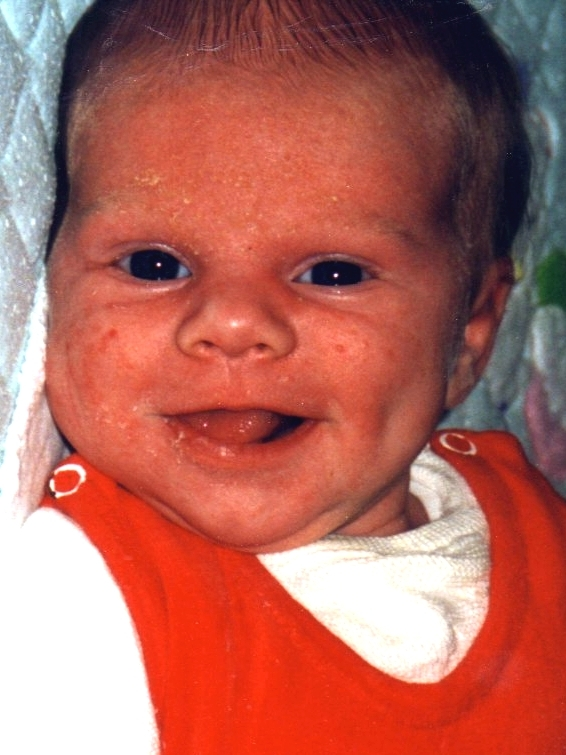
Freude – eine angeborene Emotion mit stammesgeschichtlichem Hintergrund

Die Evolutionäre Emotionsforschung ist ein Ende der 1980er Jahre entstandener Zweig der Evolutionären Psychologie (Evolutionspsychologie), der fast ausschließlich in den Vereinigten Staaten praktiziert wird. Er geht von der Prämisse aus, dass angeborene (endogene) und damit erbliche Emotionen des Menschen ein Ergebnis der Evolution seien, und erklärt das Wirken der Emotionen im heutigen Menschen (Homo sapiens) mit dem Zweck, den die betreffenden Emotionen in der stammesgeschichtlichen Vergangenheit des Menschen hatten.
Besondere Bedeutung hat die Evolutionäre Emotionsforschung bei der Erklärung von Emotionen, deren Auswirkungen sich in sogenannten „zivilisierten Gesellschaften“ als schädlich oder destruktiv erweisen.
Zu den Hauptvertretern der Evolutionären Emotionsforschung zählen der US-amerikanische Evolutionspsychologe David M. Buss und der US-amerikanische Evolutionsmediziner Randolph M. Nesse.
Hinweis: Alle weiteren Ausführungen in diesem Artikel beziehen sich nur auf angeborene Emotionen.

## Zentrale These
Gemäß der Evolutionären Emotionsforschung haben sich angeborene Emotionen im Laufe der Stammesgeschichte durch das Zusammenwirken von Evolutionsfaktoren (v. a. Mutation, Rekombination und Selektion) zu ihrer heutigen Form entwickelt. Dies geschah, weil die Emotionen (bzw. die aus ihnen resultierenden Verhaltensweisen) ihren Akteuren oder deren Verwandten Überlebens- und Fortpflanzungsvorteile – allgemein: Selektionsvorteile – boten, während Artgenossen das Nachsehen hatten, die diese Emotionen z. B.
- generell nicht empfinden konnten (Apathie, Indolenz),
- in Situationen, in denen die Emotionen von Vorteil gewesen wären, zu schwach oder gar nicht empfanden (Alexithymie, Anhedonie) oder
- (zu stark) empfanden, obwohl die Emotionen (in dieser Stärke) in den betreffenden Situationen von Nachteil waren (z. B. bei affektiven Störungen wie Phobien, Manien, Depressionen).

## Bedeutung der Soziobiologie
Einen besonderen Stellenwert für die Evolutionäre Emotionsforschung hat die Soziobiologie, da sie bei der Bewertung des Nutzens von Verhaltensweisen auch die Verwandtschaftsbeziehungen zwischen Individuen berücksichtigt. Der „Wert“ einer Emotion ergibt sich somit
- zum einen aus den Folgen, die eine Emotion (bzw. das daraus resultierende Verhalten) für das Überleben und die Fortpflanzung des Lebewesens selbst hat,
- zum anderen aus den Folgen, die das Verhalten auf verwandte Lebewesen (z. B. Nachkommen) hat, die ebenfalls einen Anteil der Gene des Lebewesens in sich tragen.

## Parallelen zu anderen Wissenschaften
Die Evolutionäre Emotionsforschung versteht sich als Parallele zu anderen, meist biologischen Wissenschaftsdisziplinen (z. B. Morphologie, Physiologie, Verhaltensbiologie), die die Strukturen, Funktionen und Verhaltensweisen von Lebewesen schon seit dem 19. Jahrhundert als Ergebnisse der Evolution betrachten und deuten. Besonders eng sind die Parallelen zum evolutionären Ansatz in der Kognitionsforschung, der den evolutionstheoretischen Ansatz auf den Wahrnehmungsapparat der Lebewesen anwendet (Evolutionäre Erkenntnistheorie).

## Abgrenzung zu verwandten Forschungsgebieten
Im Gegensatz zur Verhaltensforschung, die das Verhalten (z. B. die Kommunikation) von Lebewesen studiert, konzentriert sich die Emotionsforschung auf die „hinter“ den Verhaltensweisen stehenden Emotionen. Dies gilt auch für die nonverbale Kommunikation (z. B. angeborene Formen von Mimik und Körpersprache), bei der Lebewesen ihre Emotionen äußern bzw. die Emotionen anderer Lebewesen erkennen und verstehen. Forschungen über evolutionsbiologische Aspekte nonverbaler Kommunikation zählen daher zur Verhaltensforschung und sind kein Bestandteil der Evolutionären Emotionsforschung (vgl. auch den Begriff „Ausdrucksverhalten“).

## Methodische Probleme
Die Aussagen der Evolutionären Emotionsforschung sind mit einigen Problemen bei der Erkenntnisgewinnung verbunden:
- Die einem Verhalten zugrunde liegende Emotion lässt sich oft nur indirekt erschließen, z. B. durch eine Beobachtung von Gesichtsausdruck (Mimik) und Körpersprache oder durch eine nachträgliche Befragung des Akteurs (mit allen damit verbundenen Problemen der Verzerrung und Verfälschung, wie Rationalisierung, Vergessen, Beschönigen usw.).

- Menschliches Verhalten ist nur zum Teil von Emotionen geleitet. Viele Verhaltensweisen sind auch von der Vernunft (Ratio) geleitet. Welchen Anteil Emotionen bzw. vernünftige Überlegungen in einem konkreten Verhalten haben, lässt sich im Einzelfall oft schwer bestimmen.

- Selbst wenn ein Verhalten stark emotionsgeleitet ist, herrscht in der Emotionsforschung möglicherweise keine Übereinstimmung darüber, ob die betreffende Emotion überhaupt angeboren ist oder ob sie im Laufe des Lebens erworben wird (vgl. Diskussion der Basisemotionen).

- Die allgemeine Evolutionsforschung bedient sich zur Untermauerung ihrer Theorien zahlreicher materieller Indizien, etwa aus der Morphologie (Körperbau), der Physiologie (Funktionen), der Verhaltensbiologie, der Paläontologie (Fossilien) und der Embryonalentwicklung. Wegen der Immaterialität von Emotionen stehen der Evolutionären Emotionsforschung die meisten dieser Indizien nicht zur Verfügung – ein Problem, das sich auch dem evolutionstheoretischen Ansatz in der Verhaltensforschung stellt. Eine Ausnahme bilden paläoanthropologische Befunde (z. B. Bestattungsplätze archaischer Gesellschaften), die manche Rückschlüsse auf menschliche Verhaltensweisen und deren mutmaßliche emotionale Hintergründe zulassen.

- Ungeachtet der Frage, welche Emotionen angeboren und welche erworben sind, besteht doch Übereinstimmung darüber, dass der Mensch mit angeborenen Emotionen auf die Welt kommt. Die Fähigkeit, diese Emotionen zu empfinden, ist also in den Erbanlagen (Genen) hinterlegt. Daraus folgt, dass die Gene, die dem Menschen das Empfinden dieser Emotionen ermöglichen, wie andere Gene auch, aus der Stammesgeschichte hervorgegangen sind, wo sie den Regeln und Prinzipien der Evolution unterlagen. Aussagen der Evolutionären Emotionsforschung resultieren daher aus einer Übertragung von Erkenntnissen aus anderen Bereichen der Evolutionsforschung auf das Gebiet der Emotionsforschung (Analogieschlüsse), ohne sich im strengen Sinne beweisen (verifizieren) oder widerlegen (falsifizieren) zu lassen.

## Würdigung
Trotz dieser methodischen Probleme wäre es unklug, auf die Evolutionäre Emotionsforschung zu verzichten. Deren evolutionstheoretische Begründungen sind oft die einzigen oder zumindest die plausibelsten Deutungen von menschlichen Verhaltensweisen bzw. der ihnen mutmaßlich zugrunde liegenden Emotionen, deren Sinn sich anderenfalls nur schwer oder gar nicht erschließen würde. (Beispiele finden sich im Abschnitt „Evolutionstheoretische Deutungen von Emotionen“ dieses Artikels.)
Die größte Bedeutung haben Interpretationen der Evolutionären Emotionsforschung bei Verhaltensweisen, die impulsiv und spontan (als plötzliche, weitgehend unüberlegte Reaktion auf einen Impuls) getätigt oder stark affektgesteuert sind (vgl. Affekttat). Bei diesen Verhaltensweisen (z. B. Morden) heißt es in der Schilderung des Hergangs oft, dass diese „aus niederen Beweggründen / Motiven / Instinkten“ oder „im Affekt“ begangen wurden.

## Argumentationskette
Die Theorie der Evolutionären Emotionsforschung besteht aus folgender Argumentationskette:
- Ein Lebewesen nimmt eine Situation wahr (Kognition), deutet sie (Interpretation) und bewertet sie (Evaluation). Die Bewertung hat einen vernunftmäßigen (d. h. rationalen) und einen gefühlsmäßigen (d. h. emotionalen) Anteil.
- Die Richtung der Emotion (angenehm bzw. unangenehm) signalisiert, ob die Situation, so wie sie vom Lebewesen interpretiert wurde, für das Lebewesen oder seine Verwandten von Vorteil oder von Nachteil ist. Die Stärke der Emotion spiegelt die Bedeutung der Situation für das Überleben bzw. die Fortpflanzung des Lebewesens oder seiner Verwandten wider.
- Das Lebewesen reagiert auf das Ergebnis der Evaluation mit einem bestimmten Verhalten. Emotionen haben somit eine verhaltenssteuernde Funktion:

- Angenehme Emotionen bestärken das Lebewesen, in der aktuellen Situation zu verweilen bzw. auf eine Erhaltung der aktuellen Situation hinzuwirken.
- Unangenehme Emotionen bestärken das Lebewesen, sich von der aktuellen Situation abzuwenden oder auf eine Beendigung der aktuellen Situation hinzuwirken. Die Emotionen lösen z. B. ein Aversions- oder Fluchtverhalten zur Vermeidung der unangenehmen Situation bzw. die gezielte Suche nach einer angenehmen Situation aus.

- Im Nachhinein erweist sich, ob und inwieweit das von der Emotion ausgelöste Verhalten eine angemessene (adäquate, geeignete, passende) Reaktion auf die Situation war oder nicht. Das Verhalten war umso angemessener, je mehr es zum Überleben oder Fortpflanzungserfolg[5] des Lebewesens oder seiner Verwandten beitrug. Ein in Bezug auf die Situation unangemessenes Verhalten aufgrund einer „falschen“, ausbleibenden, zu schwachen oder zu starken Emotion kann das Lebewesen oder seinen Verwandten im ungünstigsten Fall das Leben kosten bzw. seine Fortpflanzung verhindern.
- Die tendenziell größten Chancen, seine Gene, die das Empfinden einer bestimmten Emotion ermöglichen, an die nächste Generation zu vererben, hat ein Lebewesen, wenn es

- eine angenehme Emotion (z. B. Wohlbehagen, Lust, Euphorie) umso intensiver empfindet, je vorteilhafter die Situation für das Überleben bzw. die Fortpflanzung des Lebewesens oder seiner Verwandten ist, bzw.
- eine unangenehme Emotion (z. B. Angst, Hunger, Langeweile) umso intensiver empfindet, je nachteiliger die Situation für das Überleben bzw. die Fortpflanzung des Lebewesens oder seiner Verwandten ist,

und
- auf die Emotion mit einem Verhalten reagiert, das der Situation angemessen ist.

- Mit der Vererbung der Gene an die nächste Generation wird jener die Chance geboten, an den Überlebens- und Fortpflanzungserfolg der Elterngeneration anzuknüpfen, sofern sich das durch Kognition, Interpretation und Evaluation ausgelöste Verhalten weiterhin als situationsadäquat erweist.

Hinsichtlich der oben genannten Punkte ist Folgendes zu beachten:
- Eine angeborene Emotion wird nicht durch ein einzelnes Gen (z. B. ein „Angst-Gen“) repräsentiert.
- Das Objekt der natürlichen Auslese ist weder die einzelne Emotion noch das emotionale „Repertoire“ eines Lebewesens, sondern der Phänotyp des Lebewesens, d. h. die Gesamtheit seiner morphologischen, physiologischen, Verhaltens- und psychologischen Merkmale. In diesem komplexen Gefüge spielen Emotionen eine wichtige, aber nicht die einzige Rolle.
- Eine Emotion ist stets nur einer von mehreren Bestandteilen der oben beschriebene Kette „Situation → Kognition → Interpretation → Evaluation (mit Vernunft und Emotion) → Verhalten“. Diese Kette hat häufig keinen starren, zwingenden (deterministischen) Verlauf (Reflex), sondern weist in vielen Fällen beträchtliche Freiheitsgrade auf.
- Nur der Fortpflanzungserfolg eines Lebewesens und seiner Verwandten entscheidet, ob der Genotyp, d. h. die genetische Ausstattung des Lebewesens, an die nächste Generation vererbt wird.

## Evolutionstheoretische Deutungen von Emotionen (Beispiele)
Dieser Abschnitt beschreibt anhand einiger Emotionen, welche Bedeutung diese aus Sicht der Evolutionären Emotionsforschung in der stammesgeschichtlichen Vergangenheit des Menschen hatten:
- Eifersucht entsteht, wenn ein Artgenosse (z. B. Nebenbuhler, Bruder, Schwester) um die Zuwendung oder Zuneigung einer für das Lebewesen wichtigen Bezugsperson (z. B. Fortpflanzungspartner, Elternteil) konkurriert. Durch die Konkurrenz mindert der Artgenosse die Überlebens- bzw. Fortpflanzungschancen des Lebewesens und erhöht den Selektionsdruck auf dessen Gene. Eifersucht hatte daher den Zweck, das Lebewesen zu alarmieren sowie den unliebsamen Artgenossen zu vertreiben, auf Distanz zu halten oder zu einer Beendigung des Konkurrenzverhaltens zu veranlassen.[6] (Siehe auch: Geschlechtsspezifische Ursachen von Eifersucht.)

- Kulturübergreifende Studien haben gezeigt, dass der gelegentliche Wunsch zum Morden im menschlichen Denken relativ weit verbreitet ist, auch wenn er in den seltensten Fällen in einen tatsächlichen Tötungsversuch mündet. (Gängige Motive sind Eifersucht, Hass oder Mitleid mit einem unheilbar kranken Lebenspartner.) Zudem werden Morde meist nicht von krankhaften Außenseitern oder abgebrühten Kriminellen begangen, sondern von „ganz normalen“ Menschen. Die Evolutionäre Evolutionsforschung begründet dies z. B. folgendermaßen: In der stammesgeschichtlichen Vergangenheit sollten die Tötung einer Fortpflanzungspartnerin, die von einem anderen Artgenossen geschwängert wurde, sowie die Tötung von Stiefkindern verhindern, dass das Lebewesen Ressourcen in die Aufzucht von Kindern investiert, die nicht die Gene des „betrogenen“ Lebewesens tragen.[7]

- Das rauschähnliche Gefühl des Orgasmus hatte den Zweck, das Lebewesen zu Geschlechtsakten zu animieren,[8] bei denen das Lebewesen seine Gene an die nachfolgende Generation weitergibt und dadurch für den Fortbestand dieser Gene sorgt (siehe auch: Entwicklungsgeschichtlicher Hintergrund des Orgasmus).

Weitere Beispiele: siehe Ekel, Flow, Neid.

## Schlussfolgerungen
Die Evolutionäre Emotionsforschung erklärt die angeborenen Emotionen des Menschen mit deren Anpassungswert für die Vorfahren des heutigen Menschen. Damit weist die Evolutionäre Verhaltensforschung über den reinen Bereich der Psychologie (als Humanwissenschaft) hinaus und impliziert Schlussfolgerungen, die tief in die Stammesgeschichte und weit in die Tierkunde (Zoologie) hineinreichen:
- Die zum Teil sehr komplexen Emotionen heutiger Lebewesen dürften sich im Laufe der Stammesgeschichte aus weniger komplexen bzw. wenigen einfachen, elementaren Emotionen („Ur-Emotionen“) entwickelt haben. Im Extremfall begann die Geschichte der Emotionen mit nur einer einzigen elementaren Emotion. Vermutlich entstanden elementare Emotionen jedoch zu verschiedenen Zeiten an verschiedenen Punkten der Stammesgeschichte. Es gibt keinen Anlass für die Annahme, dass diese Entwicklung abgeschlossen ist.

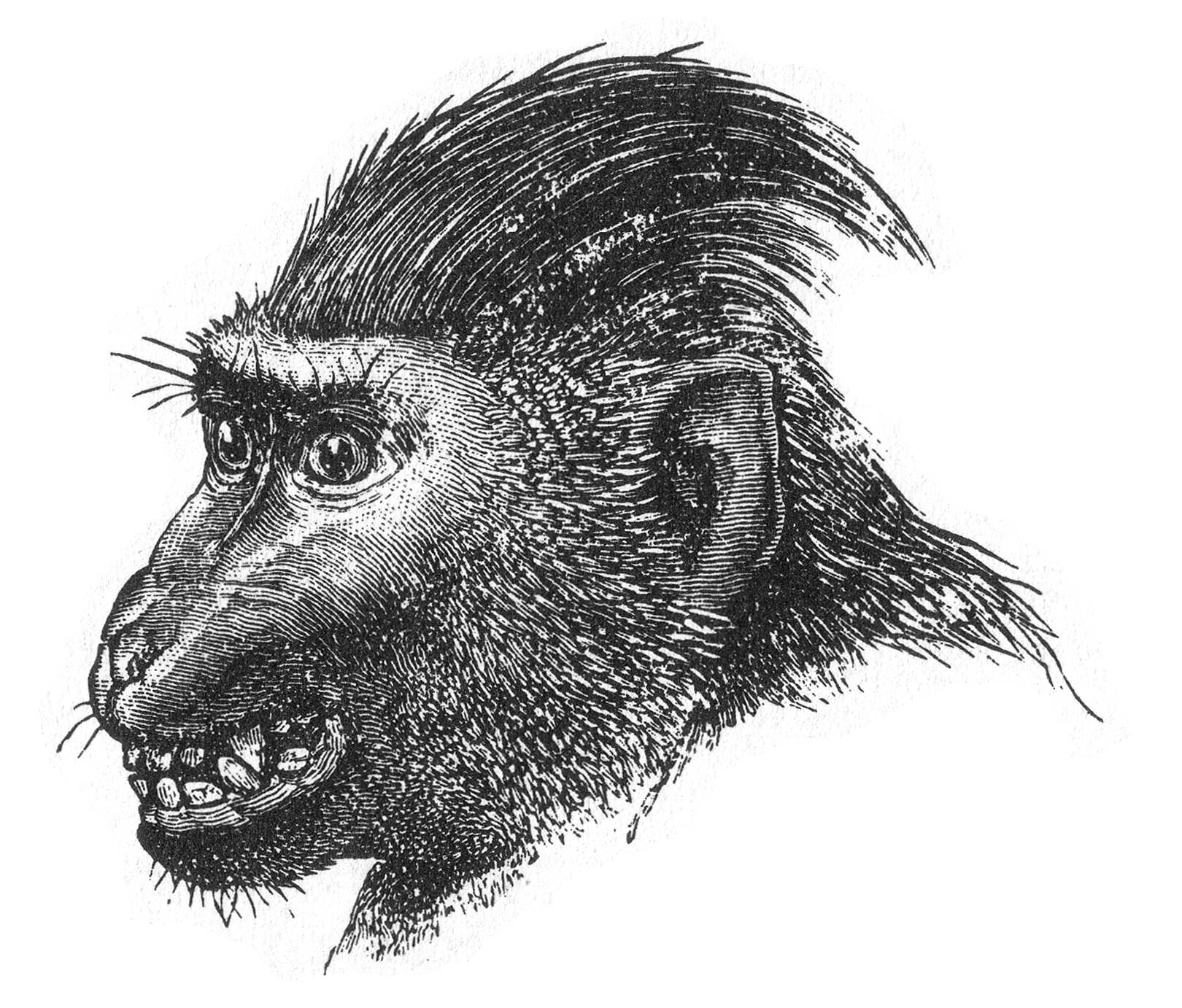
Cynopithecus niger, der sich über Liebkosungen freut

- Es gibt keinen zwingenden Grund für die Annahme, dass nur der Mensch (Gattung Homo) in der Lage ist, Emotionen zu empfinden. Obwohl die materiellen (physiologischen) Grundlagen für das Empfinden von Emotionen beim Menschen erst teilweise bekannt sind, herrscht doch breite Übereinstimmung, dass bei der Erzeugung von Emotionen stammesgeschichtlich ältere Teile des Gehirns (insbesondere das Limbische System) eine zentrale Rolle spielen. Diese Strukturen existieren nicht nur beim Menschen, sondern in mehr oder weniger ähnlicher Form auch bei vielen Tierarten. Daher muss davon ausgegangen werden, dass letztere ebenfalls imstande sind, Emotionen zu empfinden.[9]

- Erfahrungen der Biosystematik mit morphologischen und physiologischen Merkmalen legen den Schluss nahe, dass auch das emotionale Repertoire von Lebewesen (bzw. biologischen Arten) tendenziell umso größere Übereinstimmungen aufweist, je mehr die Lebewesen (bzw. Arten) stammesgeschichtlich miteinander verwandt sind. Umgekehrt dürfte die Übereinstimmung mit abnehmendem stammesgeschichtlichen Verwandtschaftsgrad tendenziell sinken. – Angehörige derselben Art (Artgenossen) verfügen folglich über ein relativ hohes Maß an Übereinstimmung in ihren emotionalen Repertoires. – Tierische Emotionen dürften den menschlichen umso ähnlicher sein, je näher die Tierart mit dem Menschen (Homo sapiens) stammesgeschichtlich verwandt ist. Da auch Tiere eine stammesgeschichtliche Entwicklung durchmachen, unterliegen auch deren angeborene Emotionen den Regeln der Evolution.

- Es gibt keinen zwingenden Grund für die Annahme, dass das Gefühlsleben des heutigen Menschen (Homo sapiens) das komplexeste aller biologischen Arten sei.

- Emotionen können unterschiedliche Grade an stammesgeschichtlicher Stabilität aufweisen. Stabile Emotionen treten in sehr vielen aufeinanderfolgenden Generationen (nahezu) unverändert auf. Labile (oder instabile) Emotionen treten im Extremfall nur bei einem einzigen Lebewesen auf und sterben mit diesem aus, wenn es sich nicht fortpflanzen kann. Elementare Emotionen sind in der Regel stabiler als komplexe Emotionen, da erstere vielseitiger „einsetzbar“ sind und sich auch in einer wandelnden Umwelt als „verlässliche Ratgeber“ erweisen.

- In der Stammesgeschichte kann es Emotionen gegeben haben, zu denen nur eine bestimmte biologische Art fähig war und die mit dem Aussterben der betreffenden Art ebenfalls ausgelöscht wurden.

- Es kann Emotionen geben, die nur eine begrenzte Anzahl von Lebewesen (z. B. nur Angehörige einer bestimmten Art, im Extremfall nur ein einziges Lebewesen) empfinden kann.

## Weitere Folgen der evolutionären Sicht der Emotionen
- Die Evolutionären Emotionsforschung macht es möglich universelle, naturalistische Erklärungen für das Auftreten und den Charakter von Emotionen anzunehmen. Das eröffnet weiter Möglichkeiten einer naturwissenschaftlichen Erforschung.

- Die von der Evolutionären Emotionsforschung vertretene Annahme, dass Menschen aufgrund ihrer stammesgeschichtlichen Verwandtschaft große Übereinstimmungen in ihren emotionalen Repertoires aufweisen, führt auch zur Vorstellung, dass sich damit eine Perspektivenübernahme sowie Empathie, Mitgefühl, Anteilnahme, Mitleid o. ä. erklären lässt.

- Die von der Evolutionären Emotionsforschung vertretene Annahme, dass auch Tiere imstande sind, Emotionen (z. B. Angst, Schmerz) zu empfinden, fügt dem religiös oder philosophisch-weltanschaulich motivierten Tierschutz (vgl. auch Tierrechte, Tierethik, pathozentrische Ethik) eine evolutionsbiologische Begründung hinzu.

### Bücher
In chronologischer Reihenfolge der Erstausgabe:
- David M. Buss: The Evolution of Desire. Strategies of Human Mating; New York (Basic Books) 1994, ISBN 0-465-07750-1; (4th revised edition, 2003, ISBN 0-465-00802-X); deutsch: Die Evolution des Begehrens; München (Goldmann) 1997, ISBN 3-442-12584-7
- Denys deCatanzaro: Motivation and Emotion. Evolutionary, Physiological, Developmental, and Social Perspectives; Upper Saddle River, N.J. (Prentice Hall) 1999, ISBN 978-0-13-849159-8
- David M. Buss: The Dangerous Passion. Why Jealousy is as necessary as Love and Sex, New York (Free Press), 2000, ISBN 978-0-684-85081-8; deutsch: "Wo warst du?" – Der Sinn der Eifersucht; Reinbek bei Hamburg (Rowohlt Taschenbuch) 2003, ISBN 978-3-499-61442-2
- Frank Schwab: Evolution und Emotion. Evolutionäre Perspektiven in der Emotionsforschung und der angewandten Psychologie; Stuttgart (Kohlhammer) 2004, ISBN 978-3-17-017188-6
- David M. Buss: The Murderer Next Door. Why the Mind is designed to kill; New York (Penguin Press) 2005, ISBN 978-1-59420-043-4; deutsch: Der Mörder in uns. Warum wir zum Töten programmiert sind; 2. Aufl., Heidelberg (Spektrum Akademischer Verlag) 2008, ISBN 978-3-8274-2083-1
- Cindy M. Meston, David M. Buss: Why Women have Sex. Understanding sexual Motivations from Adventure to Revenge (and everything in between); New York (Times Books) 2009, ISBN 978-0-8050-8834-2

### Aufsätze
In chronologischer Reihenfolge:
- Randolph M. Nesse: Evolutionary explanations of emotions. In: Human Nature. 1, 1990, S. 261–289, doi:10.1007/BF02733986.
- Denys de Catanzaro: Evolutionary limits to self- preservation. In: Ethology and Sociobiology. 12, 1991, S. 13–28, doi:10.1016/0162-3095(91)90010-N.
- R. M. Nesse: Is depression an adaptation? In: Archives of general psychiatry. Band 57, Nummer 1, Januar 2000, S. 14–20, ISSN 0003-990X. PMID 10632228. (Review).
- Leda Cosmides, John Tooby: Evolutionary Psychology and the Emotions, in: Michael Lewis, Jeanette M. Haviland-Jones (eds.): Handbook of Emotions; 2nd ed., New York (Guilford Press) 2000, pp. 91 – 115 (PDF)
- Martie G. Haselton, Timothy Ketelaar: Irrational Emotions or Emotional Wisdom? The Evolutionary Psychology of Emotions and Behavior; in: J. Forgas (ed.): Hearts and Minds. Affective Influences on Social Cognition and Behavior, New York (Psychology Press) 18. August 2005 (PDF)